# Ministarstvo energetike Sjedinjenih Američkih Država
Ministarstvo energetike SAD-a (engl. United States Department of Energy) je ministarstvo u SAD-u koje se brine opskrbom električne energije unutar SAD-a i korištenjem nuklearne energije. Ministarstvo vodi ministar energetike Steven Chu.

## Povijest
Ministarstvo energetike osnovano je poslije naftne krize legislacijom predsjednika Jimmy Cartera.
1942. godine za vrijeme Drugog svjetskog rata, Sjedinjene Države započele su s razvijanjem Projekta Manhattana, projekta od kojeg će se razviti atomska bomba. Poslije rata stvorena je Komisija za atomsku energiju (KAE) koja je kontrolirala budućnost atomskih projekata.
KAE je ponovno uspostavljena i podijeljena u Nuklearnu regulatornu komisiju, koja je imala zadaću upravljanja nuklearnom industrijom i u Upravu za istraživanje i razvoj energije koja je bila zadužena za upravljanje nuklearnim oružjem, pomorskih reaktora i programa razvoja energije. Nakon naftne krize predsjednik Carter potpisao je legaslaciju o osnivanju Ministarstva energetike koje će nasljediti Upravu za istraživanje i razvoj energije. Ministarstvo energetike s radom je započelo 1. listopada 1977. godine.